# Кихон доса
Кихон Доса (яп. 基本動作 кихон до:са, «Базовые перемещения») — набор из шести базовых движений, использующийся в стилях боевого искусства айкидо Ёсинкан и Рэнсинкай для обучения занимающихся.
На основе этих движений в дальнейшем строятся все приёмы данных стилей айкидо.
Первоначально они были разработаны Годзо Сиодой при помощи Кёити Иноуэ и Такаси Кусиды для одновременного обучения большого количества неподготовленных людей (в частности, обучения сотрудников полиции и военнослужащих), выполняемого под счёт инструктора.

## Движения, входящие в Кихон Доса
Движения Кихон Доса делятся на три группы.

### Тай но Хэнко
Тай но Хэнко (яп. 体の変更 тай но хэнко:, «Поворот тела») — базовые перемещения кихон доса в ёсинкан айкидо, изучается в двух вариантах исполнения:
- Тай но Хэнко Ити (яп. 体の変更（一） тай но хэнко: ити, «Поворот тела (1)») — когда партнёр тянет.
- Тай но Хэнко Ни (яп. 体の変更（二） тай но хэнко: ни, «Поворот тела (2)») — когда партнёр толкает.

Вариант Тай но Хэнко ити — яп. 体の変更（一）является основой движения ирими и броска сокумэн ирими нагэ. Применяется для развития движения бёдер, сохранения стабильного положения тела и равновесия во время всего движения. Важно добиться согласованного движения тела с движением рук и сохранения положения центральной линии, перемещения центра тяжести.
Тай но Хэнко ни — яп. 体の変更（二）способ перенаправления силы партнёра, когда применяется давление. Это движение позволяет выполнить уход с линии атаки вращением, сохраняя баланс и равновесие. Может выполняться самостоятельно, совместно с партнёром, с тренировочным деревянным мечом боккен.

### Хирики но Ёсэй
Хирики но Ёсэй (яп. 臂力の養成 хирики но ё:сэй, «Развитие силы локтя»):
- Хирики но Ёсэй Ити (яп. 臂力の養成（一） хирики но ё:сэй ити, «Развитие силы локтя (1)»[3]) — когда партнёр тянет.
- Хирики но Ёсэй Ни (яп. 臂力の養成（二） хирики но ё:сэй ни, «Развитие силы локтя (2)») — когда партнёр толкает.

Второе из базовых перемещений кихон доса в ёсинкан айкидо. Применяется для обучения сохранению стабильного положения тела и равновесия при перемещении веса тела разворотом. Так же, как и в Хирики но Ёсэй Ити важно добиться согласованного движения тела с движением рук и проявления силы центральной линии тюсин рёку через эти движения. Сохранения положения центральной линии, перемещения центра тяжести.
Хирики но эсэй ити выполняется когда партнёр тянет. Хирики но Ёсэй Ни выполняется когда партнёр применяет давление. Оба упражнения могут выполняться самостоятельно, совместно с партнёром, с тренировочным деревянным мечом боккен.

### Сюмацу доса
Сюмацу доса (яп. 終末動作） сю:мацу до:са, «Завершающее упражнение»), выполняется в конце тренировки:
- Сюмацу доса Ити (яп. 終末動作（一） сю:мацу до:са ити, «Завершающее упражнение (1)») — когда партнёр тянет.
- Сюмацу доса Ни (яп. 終末動作（二） сю:мацу до:са ни, «Завершающее упражнение (2)») — когда партнёр толкает.

## Особенности выполнения движений Кихон Доса
При выполнении движений, входящих в Кихон Доса, большое внимание уделяется сохранению прямой центральной линии тела, перемещению центра тяжести и согласованному перемещению всех частей тела.
Движения из Кихон Доса могут выполняться как индивидуально, так и с партнёром. Также при тренировке может быть использовано тренировочное оружие — боккэн.
Движения из Кихон Доса могут выполняться как по отдельности, так и все вместе в последовательности, называемой кихон доса рэндзоку.